# Pieter van der Wielen
Pieter van der Wielen (Oegstgeest, 28 februari 1974) is een Nederlands journalist en presentator voor radio en televisie.

## Loopbaan
Van der Wielen studeerde in 1999 af in geschiedenis aan de Universiteit van Amsterdam. Hij werkte vervolgens tot 2004 als radiojournalist voor de NPS, NOS, NCRV, Teleac en VPRO.

### Radio en podcast
In 2004 werd Van der Wielen voor de NTR presentator van het wetenschappelijke programma Hoe?Zo! Op Radio 1 presenteerde hij van 2010 tot eind 2013 Labyrint (een coproductie van de VPRO en NTR), deels samen met Eric Arends. Hij viel in als presentator van het NOS-programma Met het Oog op Morgen en presenteerde sinds januari 2014 Nooit meer slapen, vier à vijf dagen per week. In 2015 won hij hiervoor de Zilveren Reissmicrofoon. In 2022 volgde Femke van der Laan hem op.
Sinds september 2022 maakt Van der Wielen de wekelijkse podcast "Het Uur" voor de NRC. In februari 2023 werd hij vaste presentator naast Mieke van der Weij van het radioprogramma Nieuwsweekend op zaterdagochtend, als opvolger van Peter de Bie.

### Televisie
Hij was op televisie te zien in Dat kan beter (2008), de nieuwsrubriek Noorderlicht Nieuws (2008), samen met Georgina Verbaan, en Voorbij Kopenhagen (2009). In de seizoenen 2010/2011 presenteerde hij met Martijn Kieft het onderzoeksprogramma Goudzoekers van de VPRO en in 2020 presenteerde hij met Nadia Moussaid korte tijd de talkshow Op1 voor de VPRO.